# Европско првенство у атлетици на отвореном 1938 — штафета 4 × 100 метара за жене
Трка штафета 4 х 100 м у женској конкуренцији на Европском првенству у атлетици 1938. одржано је 18. септембра на стадиону Пратер у Бечу, који је у то време био део Немачког Рајха. Ово је било прво Европско првенство на којем су учествовале жене.

## Земље учеснице
Учествовале су 24 такмичарке у 6 штафете из исто толико земаља.
1. Италија (4)
2. Мађарска (4)
3. Немачка  (4)
4. Норвешка (4)
5. Пољска  (4)
6. Уједињено Краљевство (4)

## Освајачи медаља
|         |        |         |
| Немачка | Пољска | Италија |

## Резултати

### Финале
| Место | Земља                | Атлетичарке                                                                  | Резултат | Бел. |
| ----- | -------------------- | ---------------------------------------------------------------------------- | -------- | ---- |
|       | Немачка              | Јозефина Кол Кете Краус Еми Албус Ида Кинел                                  | 46,8     | РЕП  |
|       | Пољска               | Једвига Гавронска Барбара Ксјаскјевич Отилија Калузова Станислава Валасјевич | 48,2     |      |
|       | Италија              | Марија Алферо Марија Аполонио Розета Катанео Италија Лукини                  | 49,4     |      |
| 4     | Мађарска (25)        | Илона Балта Ана Лоренци Шарлота Фехер Розалија Нађ                           | 50,8     |      |
| 5     | Норвешка             | Еја Ундли Осхилд Брандволд Солвејг Веневолд —                                | 51,1     |      |
| —     | Уједињено Краљевство | Лилијан Чалмерс Одри Браун Дорози Сондерс Бети Лок                           | ДИСК.    |      |